# Энгармоническая клавиатура
Энгармоническая клавиатура (англ. enharmonic keyboard) — клавиатура с более чем 12 клавишами на октаву, имеющая энгармонически сравнимые ноты c неодинаковыми высотами. У обычной клавиатуры, например, есть только одна клавиша и высота для нот до-диез и ре-бемоль, а у энгармонической клавиатуры есть для каждой из этих нот своя клавиша и высота. Чтобы выделить обе ноты, в таких клавиатурах традиционно используют раздельные чёрные клавиши, но диатонические белые клавиши могут быть также разделены.
Как важное устройство для сочинения, исполнения и исследования энгармонической музыки, энгармоническая клавиатура может производить микротоны и обеспечивает раздельные клавиши, по крайней мере, для некоторых пар не равных высот, которые должны быть энгармонически равны в обычных клавишных инструментах.
Клавиатуру с количеством клавиш более 12 ещё именуют микротоновая, хроматическая или клавиатура с раздельными клавишами.

## Причины воплощений
Известная схема эволюции ладового звуковысотного материала выглядит так:
пентатоника ↔ диатоника ↔ хроматика ↔ энармоника
Ещё в XIX веке первый русский исследователь энгармоники В. Ф. Одоевский указал, что получить энгармоническую гамму можно, объединяя две хроматических гаммы, бемольную и диезную. Этот факт независимо и недавно подтвердил известный итальянский эксперт[кто?] с весомой оговоркой о том, что для получения энгармонических интервалов следует объединять пифагорейские хроматические гаммы, бемольную и диезную.
Диезная и бемольная хроматики обычной системы 12 равных делений октавы (12РДО) таковы, что после их объединения энгармоники не возникает, поскольку она вырождается в уничтожающий микротоновость энгармонизм и схема эволюции тормозится на этапе хроматики. Очевидно, что для снятия этого торможения необходимо разделить неразделимое в системе 12РДО, что получается после увеличения количества делений в октаве.
Достойно упоминания и указание Одоевского о возможности существования неполных энгармонических гамм, что может быть результатом пропуска тех или иных ступеней полной энгармонической гаммы. Этим ставится под сомнение необходимость наличия в энгармонической клавиатуре более 12 клавиш. В предельном случае достаточно оставить от полной энгармонической гаммы всего один интервал с признаками энгармоничности, чтобы гамма всё ещё оставалась энгармонической, хоть и неполной. Однако следует признать, что для практических нужд музицирования лучше всего иметь такие энгармонические клавиатуры, где есть возможность всегда иметь предельно полную энгармоническую гамму от любой присутствующей клавиши, а в соответствии с желанием применять тот или иной вариант неполной энгармонической гаммы, просто не нажимать клавиши исключённых из полной гаммы высот.
Названы по меньшей мере три причины для ранних воплощений энгармонических клавиатур в конструкциях пригодных для практического музицирования энгармонических инструментов.

### Транспонирование западных церковных ладов
В середине XVI века было замечено, что некоторые варварские исполнители изменяли мелодический образец 1-го лада так называемым diatessaron intenso (D-E-F#-G/A-B-C#-D) и эта же пряность применялась к 4-му ладу (E-F#-G#-A). Они это поясняли тем, что так лучше звучит.

### Возрождение древнегреческого энгармонического рода
Уже в 1666 году Лемми Росси (en:Lemme Rossi) отметил возрождение во времена Ренессанса греческого энгармонического рода, причём двухэтапное:
1. Античное, через арифметическое деление на два диеза малого полутона трёх тетрахордов греческой Совершенной системы.
2. Новое, через учреждение в консонантном контрапункте энгармонических шагов, подобных G#−AЬ и обеспеченных соответствующими клавиатурами.

### Метаболический, позже энгармонический стиль итальянцев
Теоретики Возрождения относили к метаболическим, или модулирующим, композиции с большим количеством знаков альтерации. Такими были, например, работы Карло Джезуальдо и Бенедетто Нардуччи, где часто предписывалось употребление третьего ряда клавиш. В то время подобные композиции обычно называли энармоническими. Руссо во времена Просвещения их рассматривал как типичные выражения энгармонического стиля итальянцев.

## Известные воплощения
Энгармонический инструмент XV века, которым владел Джон Хотби, был оснащён клавишами A×, H× и C× красного цвета − в дополнение к соответствующим белым и чёрным − что давало возможность пользоваться едва заметными для слуха интервалами.

### Раздельные клавиши одного мануала

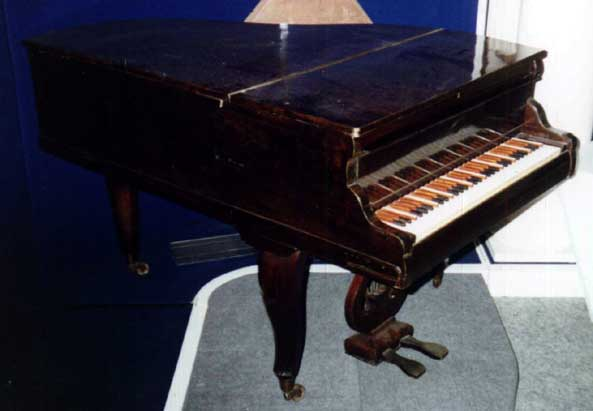
Энгармонический клавицин Владимира Одоевского (Россия, 1864) в действительности — рояль с 19 клавишами в октаве

Самый ранний энгармонический клавишный инструмент с точно известной датой изготовления построил в 1548 году Доминикус Пизауренсис по заказу и описанию Дж. Царлино. Обладающее диатоническими, хроматическими и энгармоническими свойствами клавичембало с 5 раздельными клавишами вместо 5 обычных чёрных, имело по одной дополнительной чёрной между белыми, где обычно их нет. Всего насчитывалось 19 клавиш на октаву.
Подобно итальянскому клавичембало Царлино, первый русский энгармонический клавицин, изготовленный по заказу и проекту князя В. Ф. Одоевского в 1864 году, имеет 19 клавиш в октаве. Схемы клавиатур одинаковы, за исключением того, что у Царлино 5 чёрных клавиш были разделены вдоль, а Одоевский их разделил поперёк.

### Раздельные клавиши на ярусах мануалов

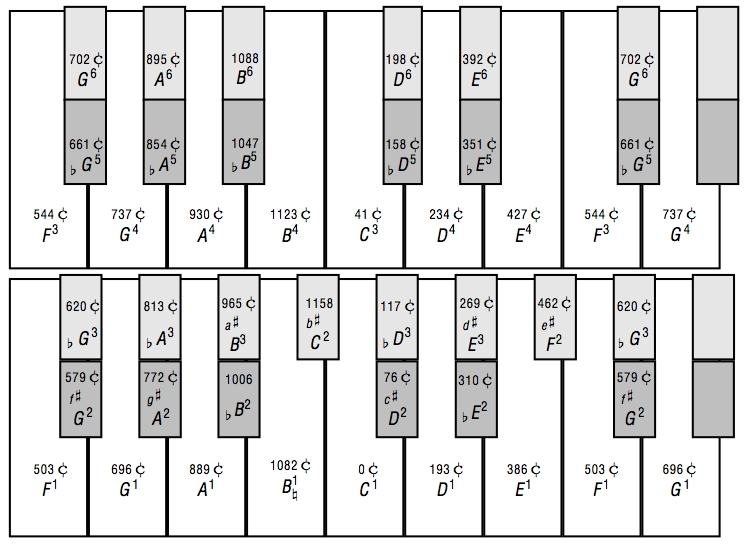
Энгармоническая клавиатура Никола Вичентино (Италия, 1555) с вариантом настройки в центах

Внушительная энгармоническая клавиатура с двумя ярусами мануалов и чёрными клавишами поперечного разделения с возвышением, сделала итальянский инструмент Вичентино, изготовленный в 1555 году, всемирно известным под именем архичембало. Дон Никола мог настраивать инструмент так, что два яруса мануалов составляли единый массив из 6 возвышающихся клавишных рядов с 36 клавишами в октаве, похожий на систему 31 равного деления октавы (31РДО). Пять пар чёрных клавиш в октаве такой настройки давали почти чистые унисоны каждая. Около 1561 года Вичентино также сделал с мастером Винченцо Коломбо один архиорган в Риме и после 1570 года один такой же инструмент в Милане с неизвестным мастером. Оба трубных органа была оснащены энгармоническими клавиатурами, похожими на изобретённую для архичембало. Все вичентиновы инструменты не сохранились.

### Клавишный массив одного мануала

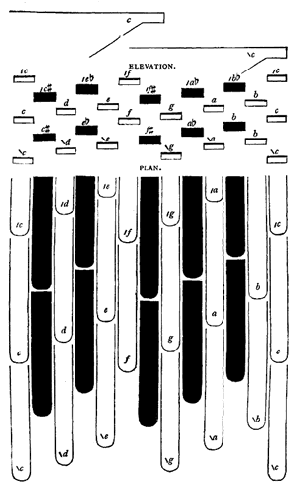
Общая клавиатура Бозанкета. Сверху вниз боковой, фронтальный и плановый виды

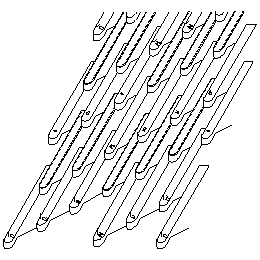
Обобщённая клавиатура Бозанкета (Англия, 1875)

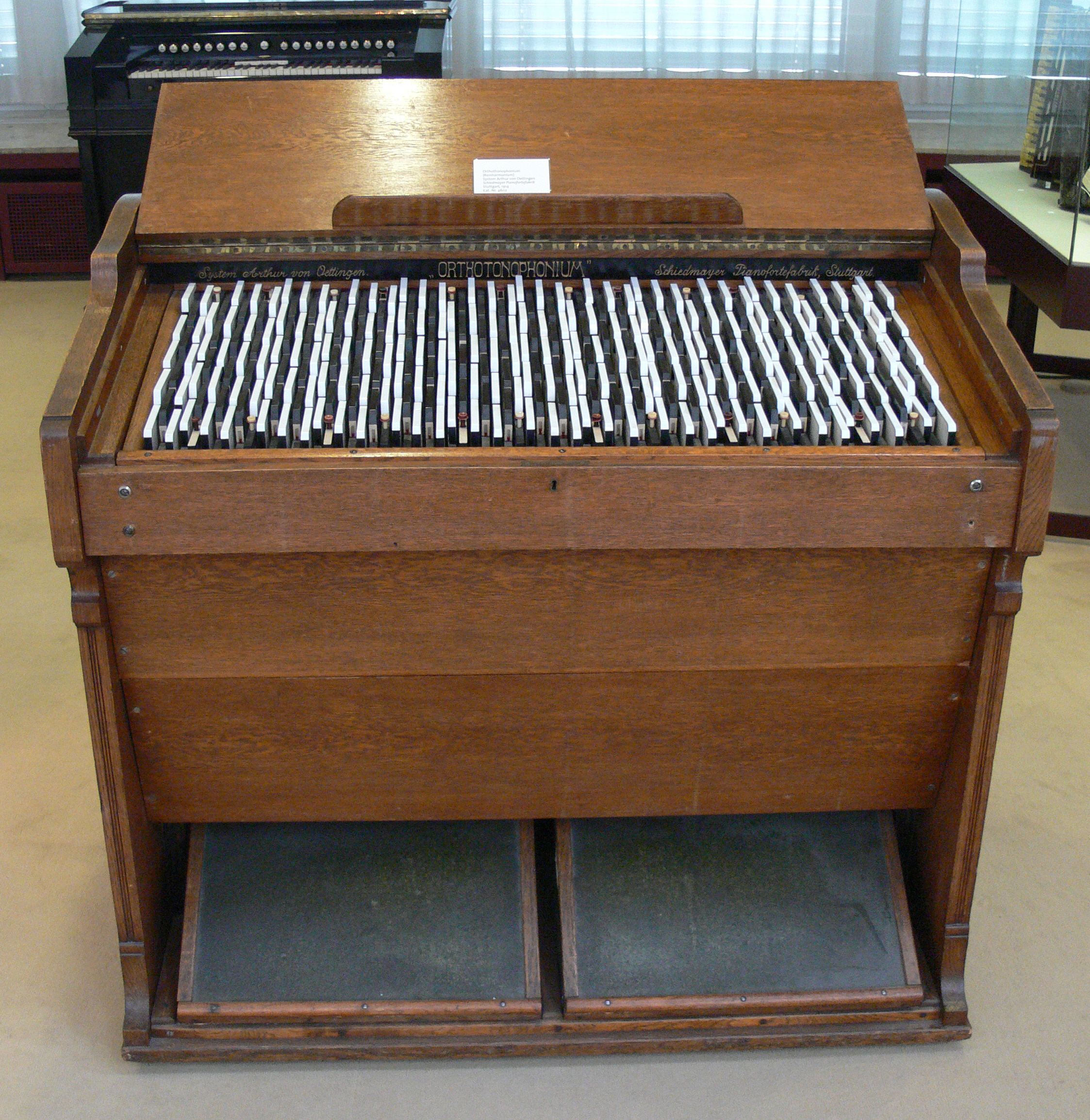
Орфотонофониум Артура фон Эттингена (Германия, 1914). 53РДО, 60 клавиш в октаве

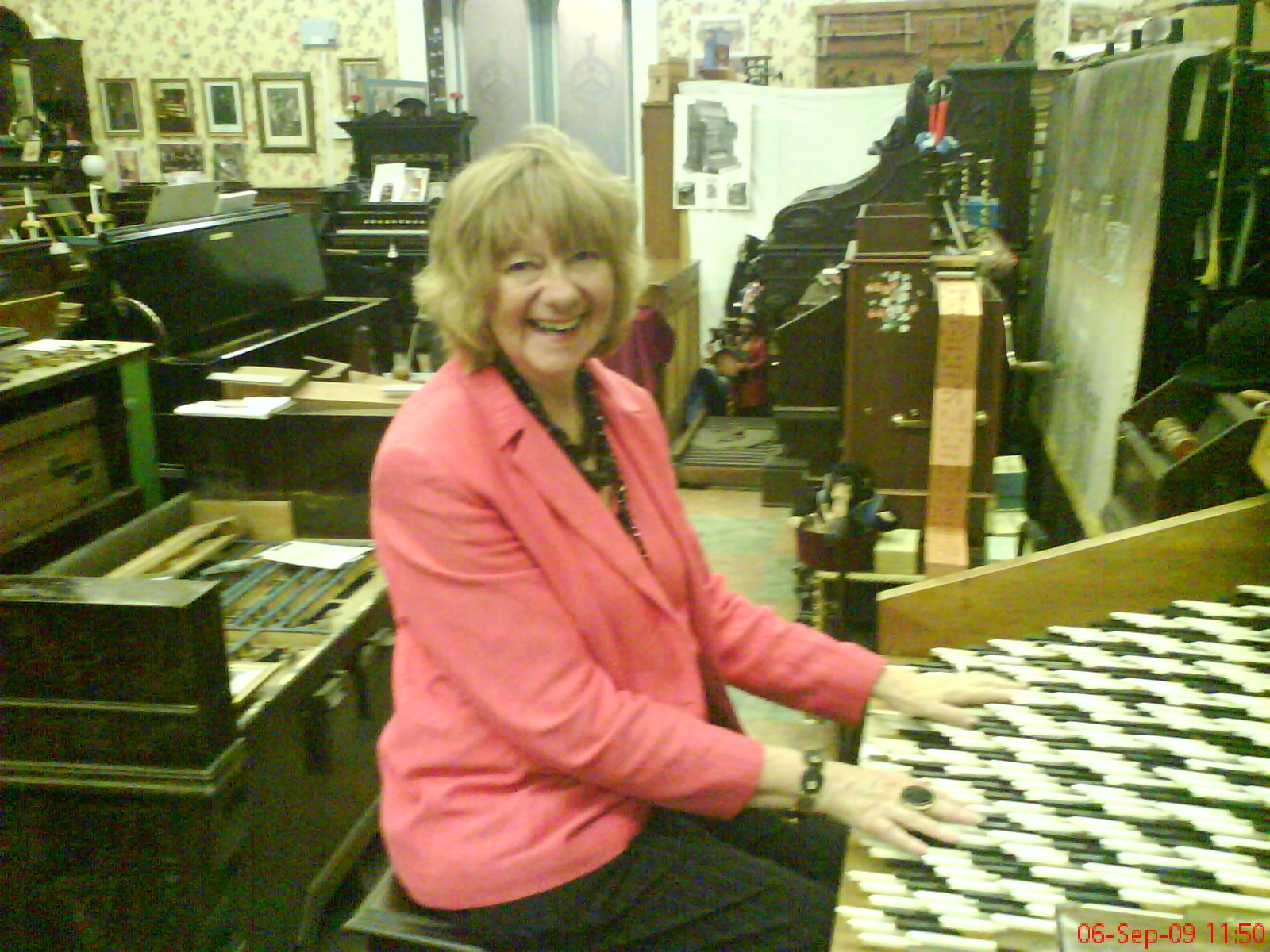
Courtesy of the Sciense Museum, London. Пэм Флюк (Солтэйр, Англия) у клавиатуры энгармонической фисгармонии Р. Х. М. Бозанкета (1872, Англия; восстановлена в 2006). 53РДО, 84 клавиши в октаве

Выдвинутый Вичентино принцип возвышения мануально-клавишных рядов энгармонической клавиатуры, оказался плодотворным и через 3 века развился в устройство, называемое общая, или обобщённая клавиатура, где один и тот же массив клавиш может поддерживать системы настроек с переменным количеством делений октавы.
1 мая 1875 года, в ходе заседания лондонской музыкальной ассоциации, профессор оксфордского университета Роберт Х. М. Бозанкет впервые исполнил три прелюдии Баха из ХТК на передовой обобщённой клавиатуре своего трубного энгармонического органа с двумя регистрами. Один регистр был выстроен для системы 48 делений октавы и назывался положительным. Такое имя Бозанкет дал системам настройки с чистыми квинтами шире темперированных в обычной системе 12РДО, которую он назначил нулевой. Другой регистр, для системы 36 делений октавы, назывался отрицательным, так как его чистые квинты были заужены в сравнении с темперированными обычной системы.
Ещё одним и более известным инструментом оксфордского профессора, является поныне существующая бозанкетова энгармоническая фисгармония 1872 года изготовления с изобретённой им обобщённой клавиатурой и единственным регистром регулярной циклической системы 53РДО.
За построенным в 1871—72 годах акустическим инструментом Бозанкета последовали поддерживающие систему 53РДО фисгармонии американского мастера Дж. П. Уайта. У одного из трёх им построенных акустических инструментов есть именная табличка:

Гармон No.3, Джэс. Пол Уайт, Изобретатель и Производитель, 1883
Оригинальный текст (англ.)Harmon No.3, Jas. Paul White, Inventor & Maker, 1883

Он хранится в консерватории г. Бостон, США. Конструкция клавиатуры и устройство гармонов Уайта во многом отличается от прототипа Бозанкета. Однако соблюдается осуществлённый Бозанкетом принцип организации единого массива из одинаковых клавиш, сохраняющего одинаковую аппликатуру в исполнениях одной и той же пьесы от разных нот.
Подобно уникальному энгармониуму Бозанкета и своеобразным гармонам Уайта, ещё и в Германии (до 1911 года) было построено не менее трёх фисгармоний Карла Андреаса Эйтца. Этот математик и учитель музыки приспособил для практического использования бозанкетовы положительную настройку и обобщённую клавиатуру. Кроме того Эйтц пометил клавиши слогами сольмизационной системы своего изобретения, чрезвычайно разработанной. Его слишком сложная методика была официально запрещена в Пруссии с 1914 по 1925. Перед началом Второй мировой войны фисгармония Эйтца с бозанкетовой энгармонической клавиатурой была в берлинском Колледже музыки.
Немецкие акустические инструменты с полными наборами искусственных комм были изготовлены и по разработкам Артура фон Эттингена (1914). Конструкция их клавиатур претендует на эргономически продвинутую версию решения Бозанкета. Показательно, что их назвали орфотонофониумы, то есть звучащие верными тонами. Этим подчёркнуто, что слух воспринимает правильно играемую в системе 53РДО тональную музыку, как верно звучащую. На фотографии можно видеть один из орфотонофониумов, хранящийся в Берлине. Несколько верных аккордов этого экземпляра (60 клавиш на октаву) можно также услышать. Ещё один орфотонофониум (72 клавиши на октаву) хранится в Лейпциге.

### Набор мануалов и даже педаль из клавишных массивов
В Нидерландах после 1945 Адриан Фоккер добыл достаточную финансовую помощь для строительства трубного органа собственной конструкции и в 1950 году он был установлен в музее Тейлера г. Харлем. Теперь его обычно называют Фоккер орган. Основной пульт оснащён тремя клавишными массивами системы 31РДО каждый, размещёнными на двух мануалах и педали. Был устроен и дополнительный пульт обычных 12-тоновых клавиатур для обеспечения игры в рамках выбираемых фрагментов полной системы 31РДО.
Первым органистом стал Пол Кристиан ван Вестеринг. Первый концерт был дан 10 сентября 1951 года с композициями Яна Питерсон Свелинка, Пола Кристиана ван Вестеринга и Яна ван Дейка. Концерты органа в период с 1951 по 1955 давались часто, как с новой 31-тоновой музыкой на основной пульте, так и с музыкой старинной, 12-тоновой, на дополнительном пульте в среднетоновых выборках. Потом концерты давались в каждое первое воскресенье месяца, за исключением января.
Возможности органа
- Мануал I: C-g"' (143 тона, 319 клавиш): Quintaten 8', Prestant 4';
- Мануал II: C-g"' (143 тона, 319 клавиш): Salicionaal 8', Chimney flute 4';
- Педаль: C-f (45 тонов и клавиш): Sub-bass 16', Stopped flute 8' (transm.);
- Соединения: (P + I); (P + II); (I + II). Высота: a' = 440 Гц.

Возможности дополнительного 12-тонового пульта те же, за исключением педали: она больше на одну октаву и Stopped flute 8' не действует. Девятью толкающими кнопками к мануалу можно подключать девять 12-тоновых выборок из системы 31РДО. Из них восемь фиксированных и одна позволяет произвольный набор тонов переключателями. Фиксированные выборки, по сути генераторы Эйлера-Фоккера, порождают квинтами, большими терциями и гармоническими септимами звукоряды из 12 тонов на октаву: [33.52], [32.53], [53.72], [33.72], [52.73], [32.5.7], [3.52.7], [3.5.72]. В программируемой выборке среднетоновый звукоряд может быть выстроен с EЬ и G#. Употребление нот, задуманных композиторами 17 и 18 веков, восстанавливает старую красоту их творений. По словам Фоккера 12-тоновый пульт оглядывается на классическое прошлое, а пульт 31РДО клавиатур смотрит в будущее.
Инструмент был удалён из музея в 2000 году и ждал нового места. Место было найдено в зале BAM амстердамского Muziekgebouw aan 't IJ и 17 мая 2009 года Фоккер орган вновь зазвучал для публики.

## Дополнительное чтение
- Khramov, Mykhaylo. On Amount of Notes in Octave // Ninãd, Journal of the ITC-SRA  / Datta, Asoke Kumar; Sengupta, Ranjan. — Kolkata, India: ITC Sangeet Research Academy. Dept. of Academic Research, 2011. — Декабрь (т. 25). — С. 31—7. — ISSN 0973-3787. Архивировано из оригинала 18 октября 2012 года.
- Owen, Barbara. Enharmonic Organ. The Organ: An Encyclopedia (англ.) / Bush, Douglas;  Kassel, Richard. — NY, USA, 2006. — P. 183—184. — ISBN 0-415-94174-1.